# 1375
Năm 1375 là một năm trong lịch Julius.